# Nazionale femminile di pallavolo dell'Egitto
La nazionale femminile di pallavolo dell'Egitto è una squadra africana composta dalle migliori giocatrici di pallavolo dell'Egitto ed è posta sotto l'egida della Federazione pallavolistica dell'Egitto.

## Risultati

### Competizioni FIVB
| 1952 | non qualificata | -            |
| 1956 | non qualificata | -            |
| 1960 | non qualificata | -            |
| 1962 | non qualificata | -            |
| 1967 | non qualificata | -            |
| 1970 | non qualificata | -            |
| 1974 | non qualificata | -            |
| 1978 | non qualificata | -            |
| 1982 | non qualificata | -            |
| 1986 | non qualificata | -            |
| 1990 | 16º posto       | Convocazioni |
| 1994 | non qualificata | -            |
| 1998 | non qualificata | -            |
| 2002 | 22º posto       | Convocazioni |
| 2006 | 22º posto       | Convocazioni |
| 2010 | non qualificata | -            |
| 2014 | non qualificata | -            |
| 2018 | non qualificata | -            |
| 2022 | non qualificata | -            |

| 1973 | non qualificata | -            |
| 1977 | non qualificata | -            |
| 1981 | non qualificata | -            |
| 1985 | non qualificata | -            |
| 1989 | non qualificata | -            |
| 1991 | non qualificata | -            |
| 1995 | 12º posto       | Convocazioni |
| 1999 | non qualificata | -            |
| 2003 | 12º posto       | Convocazioni |
| 2007 | non qualificata | -            |
| 2011 | non qualificata | -            |
| 2015 | non qualificata | -            |
| 2019 | non qualificata | -            |
| 2023 | non qualificata | -            |

### Competizioni CAVB
| 1976 | 1º posto        | Convocazioni |
| 1985 | 2º posto        | Convocazioni |
| 1987 | 3º posto        | Convocazioni |
| 1989 | 1º posto        | Convocazioni |
| 1991 | 2º posto        | Convocazioni |
| 1993 | 2º posto        | Convocazioni |
| 1995 | non qualificata | -            |
| 1997 | non qualificata | -            |
| 1999 | non qualificata | -            |
| 2001 | non qualificata | -            |
| 2003 | 1º posto        | Convocazioni |
| 2005 | 3º posto        | Convocazioni |
| 2007 | 4º posto        | Convocazioni |
| 2009 | non qualificata | -            |
| 2011 | 3º posto        | Convocazioni |
| 2013 | 5º posto        | Convocazioni |
| 2015 | non qualificata | -            |
| 2017 | 3º posto        | Convocazioni |
| 2019 | 4º posto        | Convocazioni |
| 2021 | non qualificata | -            |
| 2023 | 2º posto        | Convocazioni |

### Competizioni zonali
| 1978 | ?               | -            |
| 1987 | 1º posto        | Convocazioni |
| 1991 | 2º posto        | Convocazioni |
| 1995 | 2º posto        | Convocazioni |
| 1999 | 2º posto        | Convocazioni |
| 2003 | 2º posto        | Convocazioni |
| 2007 | 9º posto        | Convocazioni |
| 2011 | non qualificata | -            |
| 2015 | 3º posto        | Convocazioni |
| 2019 | non qualificata | -            |
| 2024 | 1º posto        | Convocazioni |

| 1975 | 4º posto        | Convocazioni |
| 1979 | 6º posto        | Convocazioni |
| 1983 | non qualificata | -            |
| 1987 | non qualificata | -            |
| 1991 | 7º posto        | Convocazioni |
| 1993 | non qualificata | -            |
| 1997 | non qualificata | -            |
| 2001 | non qualificata | -            |
| 2005 | non qualificata | -            |
| 2009 | non qualificata | -            |
| 2013 | non qualificata | -            |
| 2022 | 6º posto        | Convocazioni |

| 1985 | ?               | -            |
| 1992 | 1º posto        | Convocazioni |
| 1997 | 1º posto        | Convocazioni |
| 1999 | 1º posto        | Convocazioni |
| 2011 | 1º posto        | Convocazioni |
| 2023 | non qualificata | -            |